# 暂定委员会
暂定委员会是美国战争部长亨利·刘易斯·史汀生1945年5月组建的一个秘密小组，成员由政治、军事、工业的代表人物构成。该小组为核能源相关事务作顾问，涵盖范围从相关信息的解密到战后核政策制定。